# Liste der Beinamen während der Französischen Revolution
Während der Französischen Revolution von 1789 bis 1799 war es in Mode, sich vor allem Namen aus der Antike als Beinamen zu wählen, um seine politische Intention zum Ausdruck zu bringen. Andere Namen wurden von Freunden oder der Presse vergeben, wieder andere wurden von außen aufgezwungen.
| Ursprünglicher Name                          | Beiname oder neuer Name oder Titel | In Verwendung seit | Anmerkungen                                                                |
| -------------------------------------------- | ---------------------------------- | ------------------ | -------------------------------------------------------------------------- |
| Ludwig XVI.                                  | König der Franzosen                | 6. November 1789   | Per Dekret der Nationalversammlung                                         |
| Ludwig XVI.                                  | Louis Capet                        | 22. September 1792 |                                                                            |
| Marie-Antoinette                             | Witwe Capet                        | 21. Januar 1793    |                                                                            |
| Maximilien Robespierre                       | „Der Unbestechliche“               |                    |                                                                            |
| François Noël Babeuf                         | „Gracchus“                         |                    |                                                                            |
| Johann Baptist Hermann Maria Baron de Cloots | „Anacharsis“                       |                    |                                                                            |
| Pierre-Gaspard Chaumette                     | „Anaxagoras“                       |                    |                                                                            |
| Philippe Orleans                             | „Égalité“                          |                    |                                                                            |
| Jean Paul Marat                              | „L’Ami du Peuple“                  | 8. September 1789  |                                                                            |
| Louise-Suzanne Lepeletier                    | „Mademoiselle Nation“              |                    |                                                                            |
| Antoine-Louis-Bernard Magnier                | „Brutus“                           |                    |                                                                            |
| Theresia Cabarrus                            | „Notre Dame de Thermidor“          |                    |                                                                            |
| André Boniface Louis Riquetti de Mirabeau    | „Mirabeau-Tonneau“                 |                    | 'Mirabeau das Fass', wohl zur Unterscheidung von seinem berühmteren Bruder |